# Francesco I Moncada
Francesco Moncada de Luna, principe di Paternò (1510 – Caltanissetta, 23 febbraio 1566), è stato un nobile, politico e militare italiano del XVI secolo.

## Biografia
Figlio di Antonio, VIII conte di Adernò e XI conte di Caltanissetta, e di Giovanna Eleonora de Luna Rosso dei conti di Caltabellotta, nel 1532 sposò la nobildonna Caterina Pignatelli Carafa, figlia di Camillo, conte di Borrello, un matrimonio nato da accordi tra il padre ed il di lei nonno paterno Ettore Pignatelli, duca di Monteleone e viceré di Sicilia. Da detta unione nacquero sette figli.
Succedette a suo padre nei titoli e nei feudi di famiglia, di cui ricevette investitura il 13 febbraio 1550 e il 17 agosto 1557. Proprio il Conte di Adernò suo padre, temendo potesse avere vita breve, gli impose di non svolgere alcuna attività militare durante il suo celibato. Nel 1542, il Viceré di Sicilia lo nominò capitano d'armi a Siracusa, che in quell'anno assieme a tutta l'area sudorientale della Sicilia, fu colpita da un violento terremoto. Il Conte di Adernò ricoprì il medesimo incarico anche a Catania, ad Augusta, nella Val Demone e nel Val di Noto. Dal 1556 al 1565 fu stratigoto di Messina. Fu inoltre deputato del Regno di Sicilia nel 1564 e nel 1566.
Il re Filippo II di Spagna, con privilegio dato in Madrid l'8 aprile 1565, esecutoriato in Palermo il 3 giugno 1567, investì il conte Francesco Moncada del titolo di Principe di Paternò, che comportò l'elevazione della baronia di Paternò a principato. Morì a Caltanissetta il 23 febbraio 1566, e il titolo di Principe di Paternò passò al figlio Cesare.

### Matrimoni e discendenza
Francesco Moncada de Luna, I principe di Paternò, dal suo matrimonio con Caterina Pignatelli Carafa ottenne la seguente discendenza:
- Ferdinando (o Ferrante);
- Camillo;
- Fabrizio († 1579), che sposò la pittrice Sofonisba Anguissola;
- Giulia (1539-1587), che fu moglie di Pietro Barresi Santapau, principe di Pietraperzia;
- Giovanna, che fu moglie di Pietro Gaetani del Bosco, barone di Sortino;
- Cesare, II principe di Paternò (1541 ca.-1571), che sposò Aloisia de Luna Vega, figlia di Pietro, duca di Bivona, che gli diede due figli, Isabella e Francesco;
- Isabella
- Lucrezia, che fu dapprima moglie di Orazio Branciforte Lanza, conte di Raccuja, e successivamente di Michele Spadafora, marchese di Roccella.[7][8]

Ebbe anche due figli naturali, Juan e Francisco de Moncada, nati dalla sua relazione con la spagnola Elisabetta de Molenis, conosciuta durante un suo soggiorno a Toledo.

## Ascendenza
|                                                         |                                                 |                                                   | Genitori                                       |  |  | Nonni |  |  | Bisnonni                                              |  |  | Trisnonni                                              |  |
|                                                         |                                                 |                                                   |                                                |  |  |       |  |  | Giovanni Tommaso Moncada Sanseverino, conte di Adernò |  |  | Guglielmo Raimondo Moncada Esfanoller, conte di Adernò |  |
|                                                         |                                                 |                                                   |                                                |  |  |       |  |  | Giovanni Tommaso Moncada Sanseverino, conte di Adernò |  |  | Guglielmo Raimondo Moncada Esfanoller, conte di Adernò |  |
|                                                         |                                                 | Diana Sanseverino Capece                          |                                                |  |  |       |  |  | Giovanni Tommaso Moncada Sanseverino, conte di Adernò |  |  |                                                        |  |
| Guglielmo Raimondo Moncada Ventimiglia, conte di Adernò |                                                 |                                                   |                                                |  |  |       |  |  | Giovanni Tommaso Moncada Sanseverino, conte di Adernò |  |  |                                                        |  |
|                                                         |                                                 | Raimondetta Ventimiglia Chiaramonte               | Antonio Ventimiglia Prades, marchese di Geraci |  |  |       |  |  |                                                       |  |  |                                                        |  |
|                                                         |                                                 | Raimondetta Ventimiglia Chiaramonte               | Antonio Ventimiglia Prades, marchese di Geraci |  |  |       |  |  |                                                       |  |  |                                                        |  |
|                                                         |                                                 | Raimondetta Ventimiglia Chiaramonte               | Margherita Chiaramonte Orsini                  |  |  |       |  |  |                                                       |  |  |                                                        |  |
| Antonio Moncada, conte di Adernò                        |                                                 | Raimondetta Ventimiglia Chiaramonte               |                                                |  |  |       |  |  |                                                       |  |  |                                                        |  |
|                                                         |                                                 | Antonio Moncada d'Aragona, conte di Caltanissetta | Matteo Moncada Alagona, conte di Agosta        |  |  |       |  |  |                                                       |  |  |                                                        |  |
|                                                         |                                                 | Antonio Moncada d'Aragona, conte di Caltanissetta | Matteo Moncada Alagona, conte di Agosta        |  |  |       |  |  |                                                       |  |  |                                                        |  |
|                                                         |                                                 | Antonio Moncada d'Aragona, conte di Caltanissetta | Contessa d'Aragona                             |  |  |       |  |  |                                                       |  |  |                                                        |  |
| Contissella Moncada Esfar                               |                                                 | Antonio Moncada d'Aragona, conte di Caltanissetta |                                                |  |  |       |  |  |                                                       |  |  |                                                        |  |
|                                                         |                                                 | Stefania di Esfar                                 | NN di Esfar, barone di Monteforte              |  |  |       |  |  |                                                       |  |  |                                                        |  |
|                                                         |                                                 | Stefania di Esfar                                 | NN di Esfar, barone di Monteforte              |  |  |       |  |  |                                                       |  |  |                                                        |  |
|                                                         |                                                 | Stefania di Esfar                                 | ?                                              |  |  |       |  |  |                                                       |  |  |                                                        |  |
| Francesco Moncada de Luna, principe di Paternò          |                                                 | Stefania di Esfar                                 |                                                |  |  |       |  |  |                                                       |  |  |                                                        |  |
|                                                         | Antonio de Luna Peralta, conte di Caltabellotta | Artale de Luna Ruiz, conte di Caltabellotta       |                                                |  |  |       |  |  |                                                       |  |  |                                                        |  |
|                                                         | Antonio de Luna Peralta, conte di Caltabellotta | Artale de Luna Ruiz, conte di Caltabellotta       |                                                |  |  |       |  |  |                                                       |  |  |                                                        |  |
|                                                         | Antonio de Luna Peralta, conte di Caltabellotta | Margherita Peralta Chiaramonte                    |                                                |  |  |       |  |  |                                                       |  |  |                                                        |  |
| Sigismondo de Luna Cardona, conte di Sclafani           | Antonio de Luna Peralta, conte di Caltabellotta |                                                   |                                                |  |  |       |  |  |                                                       |  |  |                                                        |  |
|                                                         |                                                 | Beatrice Cardona de Villena                       | Antonio de Cardona                             |  |  |       |  |  |                                                       |  |  |                                                        |  |
|                                                         |                                                 | Beatrice Cardona de Villena                       | Antonio de Cardona                             |  |  |       |  |  |                                                       |  |  |                                                        |  |
|                                                         |                                                 | Beatrice Cardona de Villena                       | Eleonora de Villena                            |  |  |       |  |  |                                                       |  |  |                                                        |  |
| Giovanna Eleonora de Luna Rosso                         |                                                 | Beatrice Cardona de Villena                       |                                                |  |  |       |  |  |                                                       |  |  |                                                        |  |
|                                                         |                                                 | Antonio Rosso Spatafora, conte di Sclafani        | Enrico Rosso Alagona, conte di Sclafani        |  |  |       |  |  |                                                       |  |  |                                                        |  |
|                                                         |                                                 | Antonio Rosso Spatafora, conte di Sclafani        | Enrico Rosso Alagona, conte di Sclafani        |  |  |       |  |  |                                                       |  |  |                                                        |  |
|                                                         |                                                 | Antonio Rosso Spatafora, conte di Sclafani        | ?                                              |  |  |       |  |  |                                                       |  |  |                                                        |  |
| Beatrice Rosso Spatafora                                |                                                 | Antonio Rosso Spatafora, conte di Sclafani        |                                                |  |  |       |  |  |                                                       |  |  |                                                        |  |
|                                                         |                                                 | NN Spatafora                                      | ?                                              |  |  |       |  |  |                                                       |  |  |                                                        |  |
|                                                         |                                                 | NN Spatafora                                      | ?                                              |  |  |       |  |  |                                                       |  |  |                                                        |  |
|                                                         |                                                 | NN Spatafora                                      | ?                                              |  |  |       |  |  |                                                       |  |  |                                                        |  |
|                                                         |                                                 | NN Spatafora                                      |                                                |  |  |       |  |  |                                                       |  |  |                                                        |  |